# П'єрлуїджі Орландіні
П'єрлуїджі Орландіні (італ. Pierluigi Orlandini; нар. 9 жовтня 1972, Сан-Джованні-Б'янко) — італійський футболіст, що грав на позиції півзахисника за низку італійських клбуних команд, а також молодіжну збірну Італії, у складі якої — чемпіон Європи серед молоді. По завершенні ігрової кар'єри — тренер.
Найбільш відомий як автор першого в історії футболу золотого гола.

## Клубна кар'єра
Народився 9 жовтня 1972 року в місті Сан-Джованні-Б'янко. Вихованець футбольної школи клубу «Аталанта». Почав залучатися до ігор основної команди клубу з 1987 року, але не міг пробитися до її основного складу і 1992 року перейшов до «Лечче». У новій команді став демонструвати потужнішу гру і вже за рік повернувся до «Аталанта», де протягом сезону також був серед основних гравців середини поля команди.
1994 року молодого півзахисника запросив до своїх лав один з лідерів тогочасного італійського футболу «Інтернаціонале». У складі «нераззуррі» провів наступні два сезони кар'єри.
Протягом 1996—1997 років захищав кольори клубу «Верона», після чого перейшов до «Парми». Протягом двох сезонів у цій команді, за які вона здобула титули володаря Кубка Італії і володаря Кубка УЄФА вже мав проблеми з потраплянням до основи.
Протягом 1999—2000 років безуспішн намагався закріпитися в «Мілані», проте того ж 2000 року був спочатку відданий в оренду до «Венеції», а згодом перейшов до «Брешії», де також не зміг повернутися на високий ігровий рівень.
Провівши у сезоні 2001/02 чотири гри за рідну «Аталанту», догравав у нижчолігових італійських командах, останньою з яких стала у сезоні 2006/07 «Ракале».

## Виступи за збірні
1989 року провів дві гри у складі юнацької збірної Італії (U-18).
Протягом 1992—1994 років залучався до складу молодіжної збірної Італії. На молодіжному рівні зіграв у 10 офіційних матчах, забив 1 гол. Був учасником молодіжного Євро-1994, на якому став автором єдиного гола у фінальній грі турніру проти однолітків з Португалії. Цей гол не лише приніс італійцям другий в історії титул чемпіонів Європи серед молодіжних команд, але й увійшов до історії футболу, адже був забитий у додатковий час фінального матчу і став першим у світовому футболі золотим голом. Правило, за яким перший же гол, забитий у додатковий час гри, визначає її переможця, було запропоноване ФІФА організаторам міжнародних турнірів роком раніше і на практиці до влучного удара Орландіні не застосовувалося.

## Кар'єра тренера
Розпочав тренерську кар'єру відразу ж по завершенні кар'єри гравця, 2007 року, увійшовши до тренерського штабу клубу «Таранто».
Протягом наступного десятиріччя змінив декілька нижчолігових клубів, у деяких з яких працював з юнацькими командами, а в решті — з дорослими.

## Титули і досягнення
- Володар Кубка Італії (1):

«Парма»: 1998–1999
- Володар Кубка УЄФА (1):

«Парма»: 1998–1999
- Чемпіон Європи серед молоді (1):

Італія U-21: 1994